# Primetime-Emmy-Verleihung 2009
Die 61. Emmy-Verleihung in der Sparte Prime Time fand am 20. September 2009 im Nokia Theatre in Los Angeles statt. CBS, der turnusgemäße Produzent der Veranstaltung, gab bekannt, dass Neil Patrick Harris als Moderator durch die Verleihung führen werde. Die Verleihung wurde im deutschen Fernsehen auf dem Pay-TV-Sender TNT Serie übertragen.

## Überblick
Die Nominierungen wurden am 16. Juli von Chandra Wilson und Jim Parsons mit John Shaffner im Leonard H. Goldenson Theatre bekannt gegeben. Die meisten Nominierungen erhielt 30 Rock (22), gefolgt von Grey Gardens (17) und Mad Men (16). Im Vergleich der Sender ergibt sich folgende Verteilung der Nominierungen:
| Sender         | Nominierungen | Auszeichnungen |
| -------------- | ------------- | -------------- |
| ABC            | 55            | 10             |
| AMC            | 23            | 5              |
| Bravo          | 11            | 1              |
| CBS            | 49            | 9              |
| Comedy Central | 13            | 3              |
| FOX            | 42            | 10             |
| FX             | 11            | 2              |
| HBO            | 99            | 21             |
| NBC            | 67            | 16             |
| PBS            | 26            | 9              |
| Showtime       | 29            | 6              |
| TNT            | 10            | 0              |

## Gewinner und Nominierungen (Auswahl)
Die Gewinner stehen hervorgehoben an erster Stelle

### Formate

#### Dramaserie
(Outstanding Drama Series)
Mad Men (AMC)
- Big Love (HBO)
- Breaking Bad (AMC)
- Damages (FX)
- Dexter (Showtime)
- House (Fox)
- Lost (ABC)

#### Comedyserie
(Outstanding Comedy Series)
30 Rock (NBC)
- Entourage (HBO)
- Family Guy (FOX)
- Flight of the Conchords (HBO)
- How I Met Your Mother (CBS)
- The Office (NBC)
- Weeds – Kleine Deals unter Nachbarn (Showtime)

#### Miniserie
(Outstanding Mini Series)
Klein Dorrit (PBS)
- Generation Kill (HBO)

#### Fernsehfilm
(Outstanding Made for Television Movie)
Grey Gardens (HBO)
- Coco Chanel (Lifetime)
- Into the Storm (HBO)
- Prayers for Bobby (Lifetime)
- Taking Chance (HBO)

#### Varieté-, Musik- oder Comedysendung
(Outstanding Variety, Music or Comedy Series)
The Daily Show with Jon Stewart (Comedy Central)
- The Colbert Report (Comedy Central)
- Late Show with David Letterman (CBS)
- Real Time with Bill Maher (HBO)
- Saturday Night Live (NBC)

#### Reality-TV-Wettbewerb
(Outstanding Reality-Competition Program)
The Amazing Race (CBS)
- American Idol (FOX)
- Dancing with the Stars (ABC)
- Project Runway (Bravo)
- Top Chef (Bravo)

#### Reality-TV-Sendung
(Outstanding Reality Programm)
Intervention (A&E Network)
- Antiques Roadshow (PBS)
- Dirty Jobs (Discovery Channel)
- Dog Whisperer (National Geographic Channel)
- Kathy Griffin: My Life on the D-List (Bravo)
- MythBusters (Discovery Channel)

#### Kindersendung
(Outstanding Children's Program)
 Wizards of Waverly Place (Disney Channel)
- iCarly (Nickelodeon)
- Hannah Montana (Disney Channel)

### Schauspielerische Leistungen

#### Hauptdarsteller in einer Dramaserie
(Outstanding Lead Actor in a Drama Series)
Bryan Cranston als Walter White in Breaking Bad (AMC)
- Simon Baker als Patrick Jane in The Mentalist (CBS)
- Gabriel Byrne als Paul Weston on In Treatment (HBO)
- Michael C. Hall als Dexter Morgan in Dexter (Showtime)
- Jon Hamm als Don Draper in Mad Men (AMC)
- Hugh Laurie als Gregory House in House (FOX)

#### Hauptdarsteller in einer Comedyserie
(Outstanding Lead Actor in a Comedy Series)

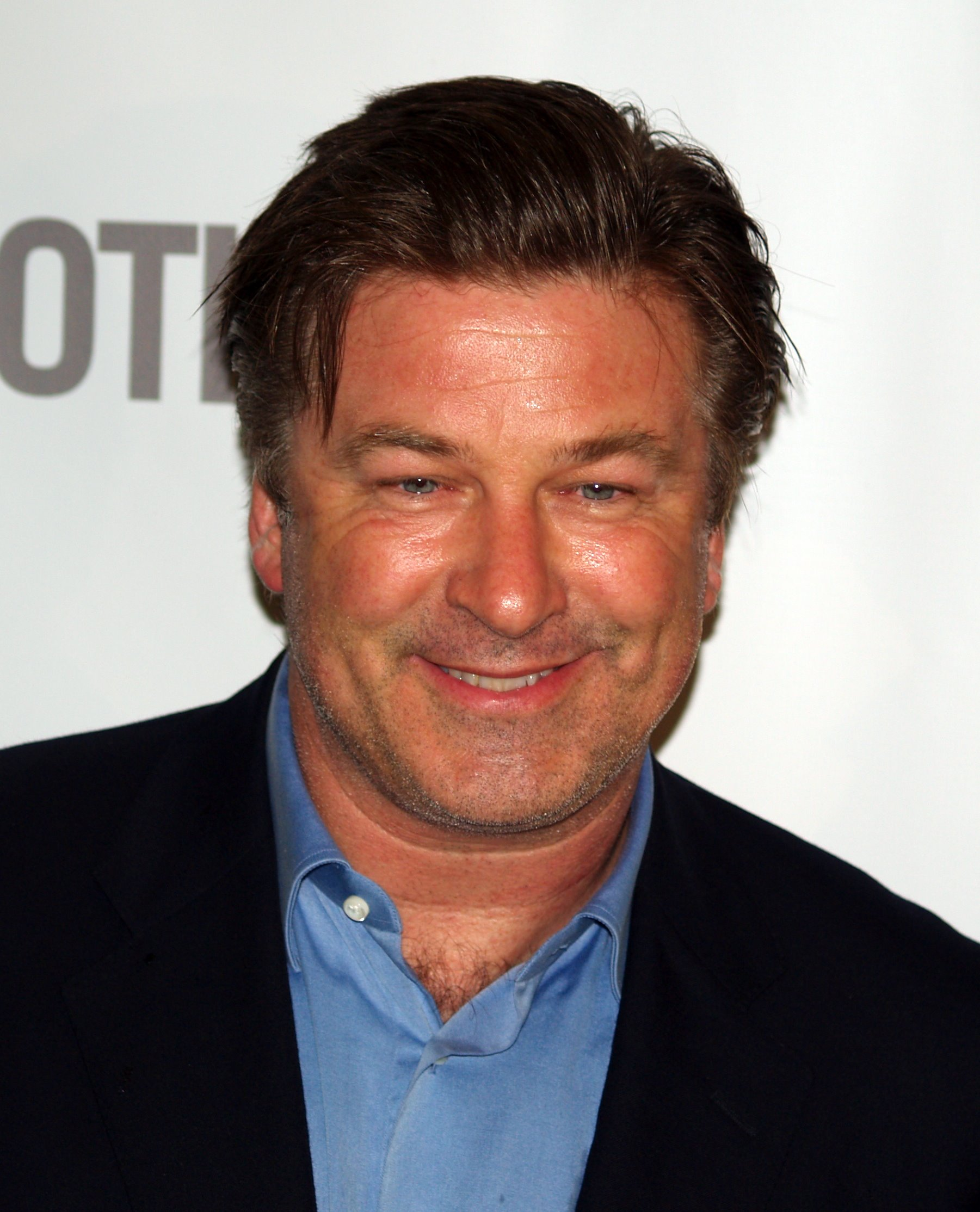
Alec Baldwin

Alec Baldwin als Jack Donaghy in 30 Rock (NBC)
- Steve Carell als Michael Scott in The Office (NBC)
- Jemaine Clement als Jemaine in Flight of the Conchords (HBO)
- Jim Parsons als Sheldon Cooper in The Big Bang Theory (CBS)
- Tony Shalhoub als Adrian Monk in Monk (USA)
- Charlie Sheen als Charlie Harper in Two and a Half Men (CBS)

#### Hauptdarsteller in einer Miniserie oder einem Fernsehfilm
(Outstanding Lead Actor in a Miniseries or Movie)
Brendan Gleeson als Winston Churchill in Into the Storm (HBO)
- Kevin Bacon als Lieutenant Colonel Michael Strobl in Taking Chance (HBO)
- Kenneth Branagh als Kurt Wallander in Wallander: One Step Behind (PBS)
- Kevin Kline als Cyrano de Bergerac in Cyrano de Bergerac (Great Performances) (PBS)
- Ian McKellen als King Lear in King Lear (Greatest Performances) (PBS)
- Kiefer Sutherland als Jack Bauer in 24: Redemption (FOX)

#### Hauptdarstellerin in einer Dramaserie
(Outstanding Lead Actress in a Drama Series)

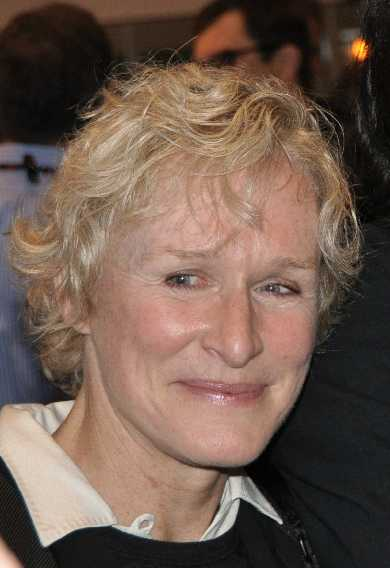
Glenn Close

Glenn Close als "Patty" Hewes in Damages (FX)
- Sally Field als Nora Walker in Brothers & Sisters (ABC)
- Mariska Hargitay als Olivia Benson in Law & Order: Special Victims Unit (NBC)
- Holly Hunter als Grace Hanadarko in Saving Grace (TNT)
- Elisabeth Moss als Peggy Olson in Mad Men (AMC)
- Kyra Sedgwick als Brenda Leigh Johnson in The Closer (TNT)

#### Hauptdarstellerin in einer Comedyserie
(Outstanding Lead Actress in a Comedy Series)
Toni Collette als Tara Gregson in United States of Tara (Showtime)
- Christina Applegate als Samantha "Sam" Newly in Samantha Who? (ABC)
- Tina Fey als Liz Lemon in 30 Rock (NBC)
- Julia Louis-Dreyfus als Christine Campbe in The New Adventures of Old Christine (CBS)
- Mary-Louise Parker als Nancy Botwin in Weeds – Kleine Deals unter Nachbarn (Showtime)
- Sarah Silverman als Sarah Silverman in The Sarah Silverman Program (Comedy Central)

#### Hauptdarstellerin in einer Miniserie oder einem Fernsehfilm
(Outstanding Lead Actress in a Miniseries or a Movie)
Jessica Lange als Edith Ewing Bouvier Beale in Grey Gardens (HBO)
- Drew Barrymore als Edith Bouvier Beale in Grey Gardens (HBO)
- Shirley MacLaine als Coco Chanel in Coco Chanel (Lifetime)
- Sigourney Weaver als Mary Griffith in Prayers for Bobby (Lifetime)
- Chandra Wilson als Yvonne in Accidental Friendship (Hallmark Channel)

#### Nebendarsteller in einer Dramaserie
(Outstanding Supporting Actor in a Drama Series)

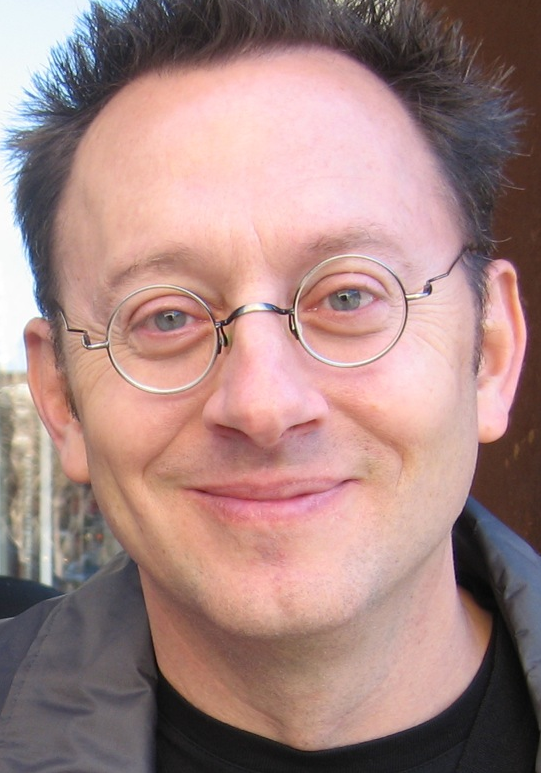
Michael Emerson

Michael Emerson als Benjamin Linus in Lost (ABC)
- Christian Clemenson als Jerry Espenson in Boston Legal (ABC)
- William Hurt als Daniel Purcell in Damages (FX)
- Aaron Paul als Jesse Pinkman in Breaking Bad (AMC)
- William Shatner als Denny Crane in Boston Legal (ABC)
- John Slattery als Roger Sterling in Mad Men (AMC)

#### Nebendarsteller in einer Comedyserie
(Outstanding Supporting Actor in a Comedy Series)
Jon Cryer als Alan Harper in Two and a Half Men (CBS)
- Kevin Dillon als Johnny "Drama" Chase in Entourage (HBO)
- Neil Patrick Harris als Barney Stinson in How I Met Your Mother (CBS)
- Jack McBrayer als Kenneth Parcell in 30 Rock (NBC)
- Tracy Morgan als Tracy Jordan in 30 Rock (NBC)
- Rainn Wilson als Dwight Schrute in The Office (NBC)

#### Nebendarsteller in einer Miniserie oder einem Fernsehfilm
(Outstanding Supporting Actor in a Miniseries or Movie)
Ken Howard als Phelan Beale in Grey Gardens (HBO)
- Len Cariou als Franklin D. Roosevelt in Into the Storm (HBO)
- Tom Courtenay als Mr. Dorrit in Klein Dorrit (PBS)
- Bob Newhart als Judson in The Librarian: Curse of the Judas Chalice (TNT)
- Andy Serkis als Rigaud in Klein Dorrit (PBS)

#### Nebendarstellerin in einer Dramaserie
(Outstanding Supporting Actress in a Drama Series)

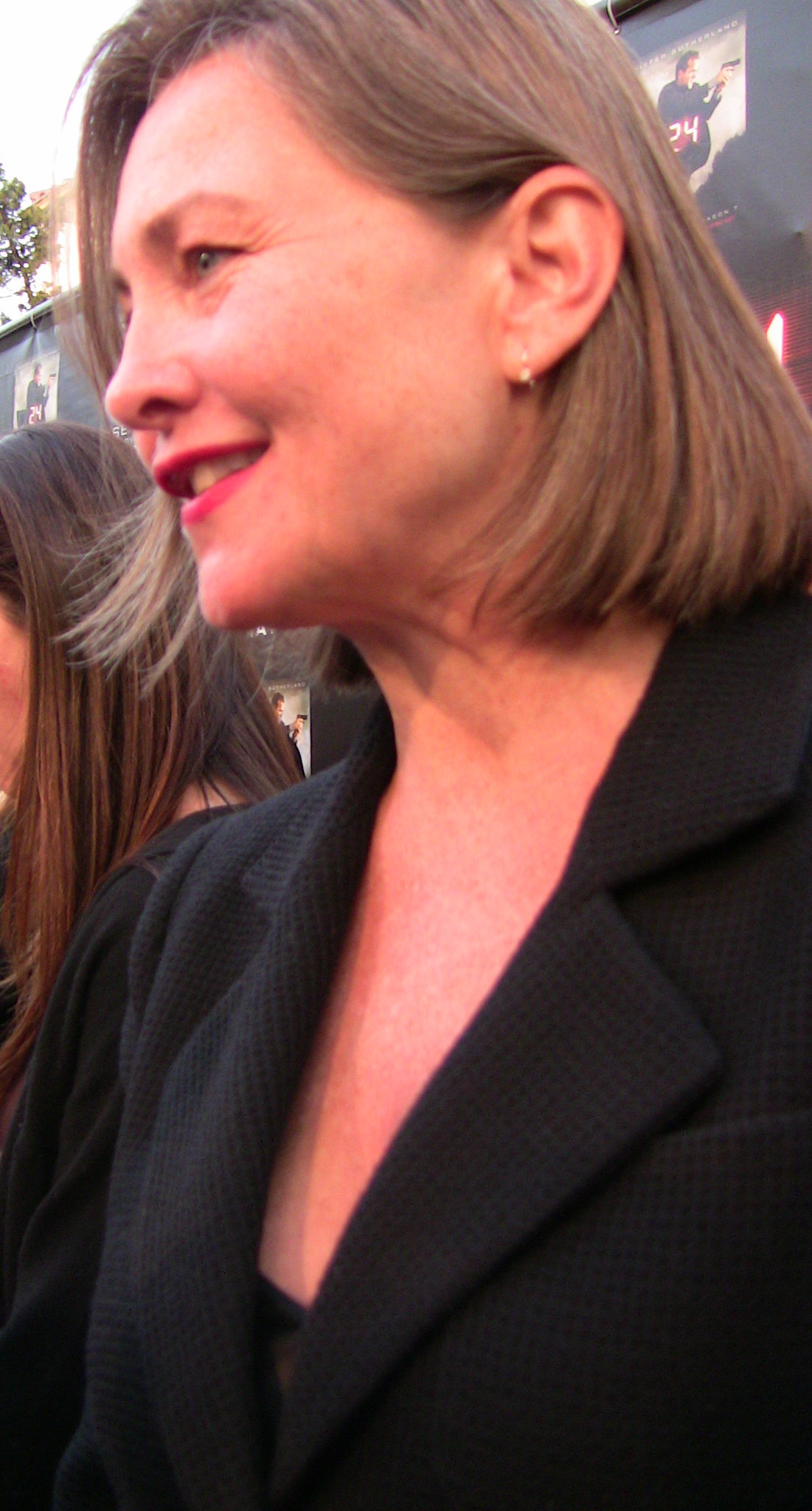
Cherry Jones

Cherry Jones als President Allison Taylor in 24 (FOX)
- Rose Byrne als Ellen Parsons in Damages (FX)
- Hope Davis als Mia in In Treatment (HBO)
- Sandra Oh als Dr. Cristina Yang in Grey’s Anatomy (ABC)
- Dianne Wiest als Gina in In Treatment (HBO)
- Chandra Wilson als Dr. Miranda Bailey in Grey’s Anatomy (ABC)

#### Nebendarstellerin in einer Comedyserie
(Outstanding Supporting Actress in a Comedy Series)
Kristin Chenoweth als Olive Snook in Pushing Daisies (ABC)
- Jane Krakowski als Jenna Maroney in 30 Rock (NBC)
- Elizabeth Perkins als Celia Hodes in Weeds – Kleine Deals unter Nachbarn (Showtime)
- Amy Poehler als verschiedene Charaktere in Saturday Night Live (NBC)
- Kristen Wiig als verschiedene Charaktere in Saturday Night Live (NBC)
- Vanessa L. Williams als Wilhelmina Slater in Alles Betty! (ABC)

#### Nebendarstellerin in einer Miniserie oder einem Fernsehfilm
(Outstanding Supporting Actress in a Miniseries or Movie)

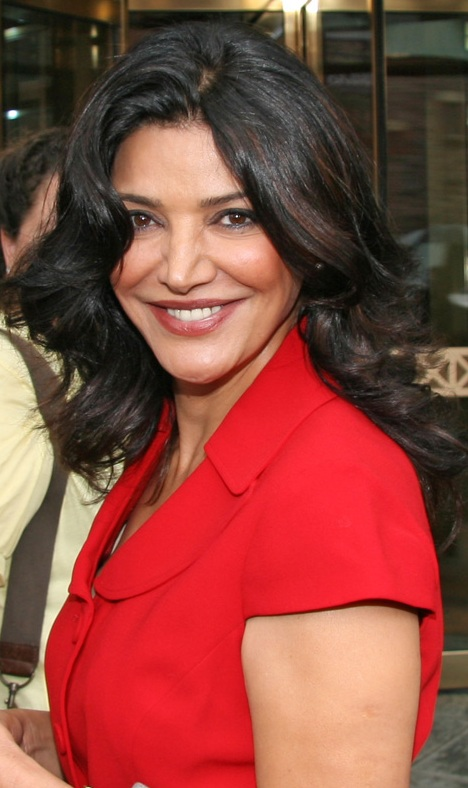
Shohreh Aghdashloo

Shohreh Aghdashloo als Sajida in House of Saddam (HBO)
- Marcia Gay Harden als Janina in The Courageous Heart of Irena Sendler (CBS)
- Janet McTeer als Clementine Churchill in Into the Storm (HBO)
- Jeanne Tripplehorn als Jacqueline Kennedy Onassis in Grey Gardens (HBO)
- Cicely Tyson als Pearl in Relative Stranger (Hallmark Channel)

### Gastdarsteller

#### Gastdarsteller in einer Dramaserie
(Outstanding Guest Actor in a Drama Series)
Michael J. Fox als Dwight in Rescue Me (Episode: "Sheila") (FX)
- Ed Asner als Abraham Klein in CSI: NY (Episode: "Yahrzeit") (CBS)
- Ernest Borgnine als Paul Manning in ER (Episode: "And in the End") (NBC)
- Ted Danson als Arthur Forbisher in Damages (Episode: "They Had to Tweeze That Out of My Kidney") (FX)
- Jimmy Smits als Miguel Prado in Dexter (Episode: "Go Your Own Way") (Showtime)

#### Gastdarsteller in einer Comedyserie
(Outstanding Guest Actor in a Comedy Series)
Justin Timberlake als verschiedene Charaktere in Saturday Night Live (Episode: "Host: Justin Timberlake") (NBC)
- Alan Alda als Milton Greene in 30 Rock (Episode: "Mamma Mia") (NBC)
- Beau Bridges als Eli Scruggs in Desperate Housewives (Episode: "The Best Thing That Ever Could Have Happened") (ABC)
- Jon Hamm als Dr. Drew Baird in 30 Rock (Episode: "The Bubble") (NBC)
- Steve Martin als Gavin Volure in 30 Rock (Episode: "Gavin Volure") (NBC)

#### Gastdarstellerin in einer Dramaserie
(Outstanding Guest Actress in a Drama Series)
Ellen Burstyn als Bernardette Stabler in Law & Order: Special Victims Unit (Episode: "Swing") (NBC)
- Brenda Blethyn als Linnie Malcolm/Caroline Cantwell in Law & Order: Special Victims Unit (Episode: "Persona") (NBC)
- Carol Burnett als Bridget "Birdie" Sulloway in Law & Order: Special Victims Unit (Episode: "Ballerina") (NBC)
- Sharon Lawrence als Robbie Stevens in Grey’s Anatomy (Episode: "No Good At Saying Sorry (One More Chance)") (ABC)
- CCH Pounder als Mrs. Curtin in The No. 1 Ladies' Detective Agency (Episode: "The Boy With The African Heart") (HBO)

#### Gastdarstellerin in einer Comedyserie
(Outstanding Guest Actress in a Comedy Series)

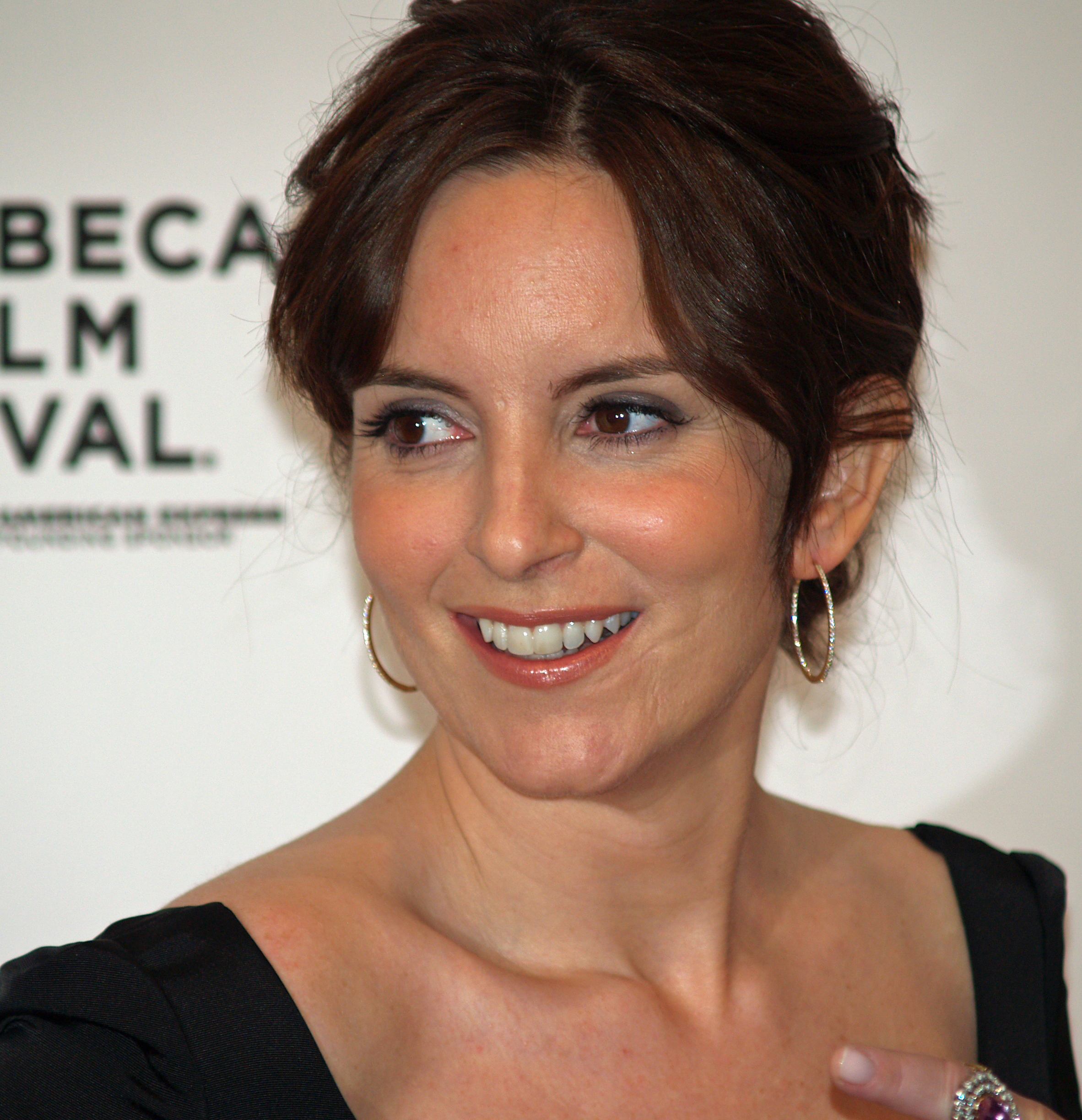
Tina Fey

Tina Fey als Governor Sarah Palin in Saturday Night Live (Episode: "Presidential Bash 2008") (NBC)
- Jennifer Aniston als Claire in 30 Rock (Episode: "The One With The Cast Of 'Night Court'") (NBC)
- Christine Baranski als Beverly Hofstadter in The Big Bang Theory (Episode: "The Maternal Capacitance") (CBS)
- Gena Rowlands als Marge in Monk (Episode: "Mr. Monk And The Lady Next Door") (USA)
- Elaine Stritch als Colleen Donaghy in 30 Rock (Episode: "Christmas Special") (NBC)
- Betty White als Crazy Witch Lady in My Name Is Earl (Episode: "Witch Lady") (NBC)

### Gastgeber und Moderatoren

#### Gastgeber einer Reality-TV-Sendung
(Outstanding Host For A Reality Show Or Reality Competition)
Jeff Probst für Survivor (CBS)
- Tom Bergeron für Dancing with the Stars (ABC)
- Phil Keoghan für The Amazing Race (CBS)
- Heidi Klum für Project Runway (Bravo)
- Padma Lakshmi und Tom Colicchio für Top Chef (Bravo)
- Ryan Seacrest für American Idol (FOX)

### Regie

#### Regie für eine Dramaserie
(Outstanding Directing for a Drama Series)
Rod Holcomb für ER (Episode: "And in the End") (NBC)
- Phil Abraham für Mad Men (Episode "The Jet Set") (AMC)
- Bill D'Elia für Boston Legal (Episode: "Made In China/Last Call") (ABC)
- Todd A. Kessler für Damages (Episode: "Trust Me") (FX)
- Michael Rymer für Battlestar Galactica (Episode: "Daybreak Part 2") (Syfy)

#### Regie für eine Comedyserie
(Outstanding Directing for a Comedy Series)
Jeff Blitz für Das Büro (Episode: "Stress Relief") (NBC)
- James Bobin für Flight of the Conchords (Episode: "The Tough Brets") (HBO)
- Julian Falino für Entourage (Episode: "Tree Trippers") (HBO)
- Todd Holland für 30 Rock (Episode: "Generalissimo") (NBC)
- Beth McCarthy für 30 Rock(Episode: "Reunion") (NBC)
- Millicent Shelton für 30 Rock (Episode "Apollo, Apollo") (NBC)

#### Regie für eine Miniserie, einen Fernsehfilm oder ein Special
(Outstanding Directing for a Miniseries, Movie or Dramatic Special)
Dearbhla Walsh für Little Dorrit (Part 1) (PBS)
- Ross Katz für Taking Chance (HBO)
- Philip Martin für Wallander: One Step Behind (PBS)
- Thaddeus O’Sullivan für Into the Storm (HBO)
- Michael Sucsy für Grey Gardens (HBO)
- Susanna White für Generation Kill (Episode: "Bomb in the Garden") (HBO)

#### Regie für eine Varieté-, Musik- oder Comedysendung
(Outstanding Directing for a Variety, Music or Comedy Program)
Bucky Gunts für Beijing 2008 Olympic Games Opening Ceremony (NBC)
- Marty Callner für Will Ferrell: You're Welcome America. A Last Night with George W. Bush (HBO)
- Roger Goodman für 81st Annual Academy Awards (ABC)
- Don Mischer für Bruce Springsteen Super Bowl Halftime Show (NBC)
- Glenn Weiss für The Neighborhood Ball: An Inauguration Celebration (ABC)

### Drehbuch

#### Drehbuch für eine Dramaserie
(Outstanding Writing for a Drama Series)
Andre Jacquemetton, Maria Jacquemetton und Matthew Weiner für Mad Men (Episode: "Six Month Leave") (AMC)
- Carlton Cuse und Damon Lindelof für Lost (Episode: "The Incident") (ABC)
- Kater Gordon und Matthew Weiner für Mad Men (Episode: "Meditations in an Emergency") (AMC)
- Robin Veith und Matthew Weiner für Mad Men (Episode: "A Night to Remember") (AMC)
- Matthew Weiner für Mad Men (Episode: "The Jet Set") (AMC)

#### Drehbuch für eine Comedyserie
(Outstanding Writing for a Comedy Series)
Matt Hubbard für 30 Rock (Episode: "Reunion") (NBC)
- James Bobin, Jemaine Clement und Bret McKenzie für Flight of the Conchords (Episode: "Prime Minister") (HBO)
- Jack Burditt und Robert Carlock für 30 Rock (Episode: "Kidney Now!") (NBC)
- Robert Carlock für 30 Rock (Episode: "Apollo, Apollo") (NBC)
- Ron Weiner für 30 Rock (Episode "Mamma Mia") (NBC)

#### Drehbuch für eine Miniserie, einen Fernsehfilm oder ein Special
(Outstanding Writing for a Miniseries, Movie, or Special)
Andrew Davies für Klein Dorrit (PBS)
- David Simon für Generation Kill (Episode: "Bomb in the Garden") (HBO)
- Michael Sucsy und Patricia Rozema für Grey Gardens (HBO)
- Michael Strobl und Ross Katz für Taking Chance (HBO)
- Hugh Whitemore für Into the Storm (HBO)

#### Drehbuch für eine Varieté-, Musik- oder Comedyspecial
(Outstanding Writing for a Variety, Music or Comedy Special)

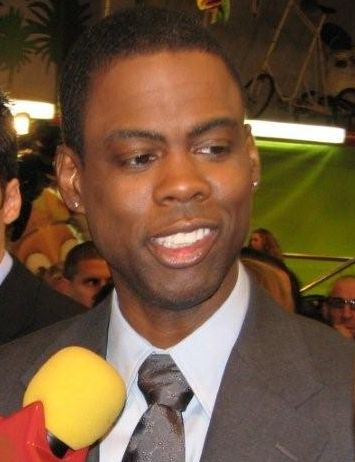
Chris Rock

Chris Rock für Chris Rock: Kill the Messenger (HBO)
- 81st Annual Academy Awards (ABC)
- Louis CK für Louis CK: Chewed Up (Showtime)
- Will Ferrell für Will Ferrell: You're Welcome America. A Last Night with George W. Bush (HBO)
- Ricky Gervais für Ricky Gervais: Out of England (HBO)

#### Drehbuch für eine Varieté-, Musik- oder Comedyserie
Outstanding Writing For A Variety, Music Or Comedy Series
The Daily Show with Jon Stewart (Comedy Central)
- Late Night with Conan O’Brien (NBC)
- Late Show with David Letterman (CBS)
- Saturday Night Live (NBC)
- The Colbert Report (Comedy Central)

#### Drehbuch für eine nichtfiktionale Sendung
Outstanding Writing for Nonfictional Programming
Roman Polanski: Wanted and Desired (HBO)
- American Experience (Episode: "The Trials Of J. Robert Oppenheimer") (PBS)
- American Masters (Episode: "Jerome Robbins: Something To Dance About") (PBS)
- Make 'Em Laugh: The Funny Business Of America (Episode: "When I'm Bad, I'm Better--The Groundbreakers") (PBS)
- Penn & Teller: Bullshit! (Episode: "New Age Medicine") (Showtime)